# Ich steh mit einem Fuß im Grabe, BWV 156
Ich steh mit einem Fuβ im Grabe, BWV 156 (Ja tinc un peu dins de la fossa) és una cantata religiosa de Johann Sebastian Bach per al tercer diumenge després del dia de Reis, estrenada a Leipzig el 23 de gener de 1729.

## Origen i context
El llibret és de Picander inclòs en la tercera part de l'obra Picanders Ernst-Scherzhaffte und Satyrische Gedichte de l'any 1732; per a l'ària de tenor del número 2 aprofita la primera estrofa de l'himne Mach’s mit mir, Gott, nach deiner Güt de Johann Hermann Schein (1628) i en el coral final la primera estrofa de Herr, wie du willt de Kaspar Bienemann (1582). El text està relacionat amb l'evangeli del dia Mateu (8, 1-13), que narra la guarició d'un leprós i la d'un criat d'un centurió, deguda a la seva fe en la voluntat de Déu, fets que donen a la cantata un cert aire de patetisme. Per a aquest diumenge es conserven tres altres cantates, la BWV 72, BWV 73 i la BWV 111.

## Anàlisi
Obra escrita per a soprano, contralt, tenor, baix i cor; oboè, corda i baix continu. Consta de sis números.
1. Simfonia.
2. Ària (tenor) i coral (soprano): Ich steh mit einem Fuβ im Grabe (Ja tinc un peu dins de la fossa)
3. Recitatiu (baix): Mein Angst und Not (Les meves pors i misèries)
4. Ària (contralt): Herr, was du willt, soll mir gefallen (Senyor, el que tu vols, ja em plau)
5. Recitatiu (baix): Und willst du, dass ich nicht soll kranken (I si tu vols, que no em posi malalt)
6. Coral: Herr, wie du willt, so schicks mit mir (Fes de mi, el què en vulguis, Senyor)

El primer número és una simfonia instrumental amb un paper destacat de l'oboè, que, amb petites diferències es troba també en el moviment lent del Concert per a clavecí en Fa menor, BWV 1056, que al seu torn és una transcripció d'un concert de violí anterior, de l'època de Weimar. El primer número vocal, el número 2, és un duo on es combinen frases madrigalesques del tenor amb els versos de l'himne indicat a càrrec del soprano; el tenor canta una melodia pròpia d'una ària mentre que el soprano pren una línia més hieràtica, típica del coral. El recitatiu secco del baix en el tercer número acaba amb un airoso en cantar je länger hier, je spätter dort (Com més romangui ací, iré cap allí més tard). L'ària del quart número és un concertant de l'oboè, els violins a l'uníson i el continu amb el contralt, amb unes vocalitzacions destacades sobre Freude (alegria), Leiden (patiment) i Sterben (morir). El recitatiu del número 5 dona pas al coral final amb el text indicat i una melodia coneguda des de l'any 1525. Té una durada aproximada d'un quart d'hora llarg.

## Discografia seleccionada
- J.S. Bach: Das Kantatenwerk. Sacred Cantatas Vol. 8. Nikolaus Harnoncourt, Tölzer Knabenchor (Gerard Schmidt-Gaden, director), Concentus Musicus Wien, Christoph Wegmann (solista del cor), Paul Esswood, Kurt Equiluz, Thomas Hampson. (Teldec), 1994.
- J.S. Bach: The complete live recordings from the Bach Cantata Pilgrimage. CD 6: Chiesa di San Marco, Milan; 22 i 23 de gener de 2000. John Eliot Gardiner, Monteverdi Choir, English Baroque Soloists, Joanne Lunn, Sara Mingardo, Julian Podger, Stephan Varcoe. (Soli Deo Gloria), 2013.
- J.S. Bach: Complete Cantatas Vol. 20. Ton Koopman, Amsterdam Baroque Orchestra & Choir, Sandrine Piau, Bogna Bartosz, James Gilchrist, Klaus Mertens. (Challenge Classics), 2006.
- J.S. Bach: Cantatas Vol. 49. Masaaki Suzuki, Bach Collegium Japan, Rachel Nicholls, Robin Blaze, Gerd Türk, Peter Kooij. (BIS), 2011.
- J.S. Bach: Church Cantatas Vol. 48. Helmuth Rilling, Figuralchor der Gedächniskirche Stuttgart, Bach-Collegium Stuttgart, Hidelgard Laurich, Kurt Equiluz, Wolfgang Schöne. (Hänssler), 1999.